# Bellardia chosenensis
Bellardia chosenensis är en tvåvingeart som beskrevs av Chen 1979. Bellardia chosenensis ingår i släktet Bellardia och familjen spyflugor.
Artens utbredningsområde är Nordkorea. Inga underarter finns listade i Catalogue of Life.